# Isla Mannar
Isla Mannar (en tamil: மன்னார) anteriormente llamada Isla Manar, forma parte del distrito de Mannar, al norte de Sri Lanka. Se vincula con el resto de Sri Lanka por una calzada. Tiene una superficie de unos 50 kilómetros cuadrados, cubiertos de vegetación y arena.
Entre 1914 y 1964, un ferry conectaba la India con Sri Lanka vía Dhanushkodi y Talaimannar. Luego del ciclón de Rameswaram de 1964, el ferry partió de Rameswaram hasta mediados de 1980 cuando el servicio se interrumpió por los conflictos étnicos en Sri Lanka.
La isla es seca y árida, la pesca tiene importancia económica.